# شهرداری الضعاین
شهرداری الضعاین (به عربی: بلدیة الضعاین) یکی از شهرداری‌های ۸گانه قطر به مرکزیت ام قرن است. الضعاین ۵۴٬۳۳۹ نفر جمعیت دارد.